# Mimoses et Autres Plantes Legimineuses du Noveau Continent
Mimoses et Autres Plantes Legimineuses du Noveau Continent (abreviado Mimoses) es un libro ilustrado con descripciones botánicas que fue escrito por el naturalista y botánico alemán Carl Sigismund Kunth. Fue publicado en París en 14 partes  en los años 1819-1824, con el nombre de Mimoses et Autres Plantes Legimineuses du Noveau Continent, Recueilles par M. M. de Humboldt et Bonpland, Decrites et Publiees par Charles Sigismund Kunth.